# Calceopsylla aduncata
Calceopsylla aduncata är en loppart som beskrevs av Liu Chiying, Wu Houyong et Wang Dwenching 1965. Calceopsylla aduncata ingår i släktet Calceopsylla och familjen smågnagarloppor. Inga underarter finns listade i Catalogue of Life.